# District de Wutongqiao
Le district de Wutongqiao (五通桥区 ; pinyin : Wǔtōngqiáo Qū) est une subdivision administrative de la province du Sichuan en Chine. Il est placé sous la juridiction de la ville-préfecture de Leshan.